# Lycosa suzukii
Lycosa suzukii là một loài nhện trong họ Lycosidae.
Loài này thuộc chi Lycosa. Lycosa suzukii được Takeo Yaginuma miêu tả năm 1960.